# Suasa lisides
Suasa lisides är en fjärilsart som beskrevs av William Chapman Hewitson 1863. Suasa lisides ingår i släktet Suasa och familjen juvelvingar. IUCN kategoriserar arten globalt som livskraftig. Inga underarter finns listade i Catalogue of Life.

## Bildgalleri

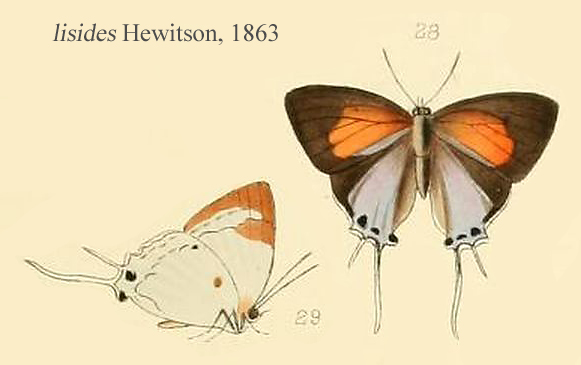
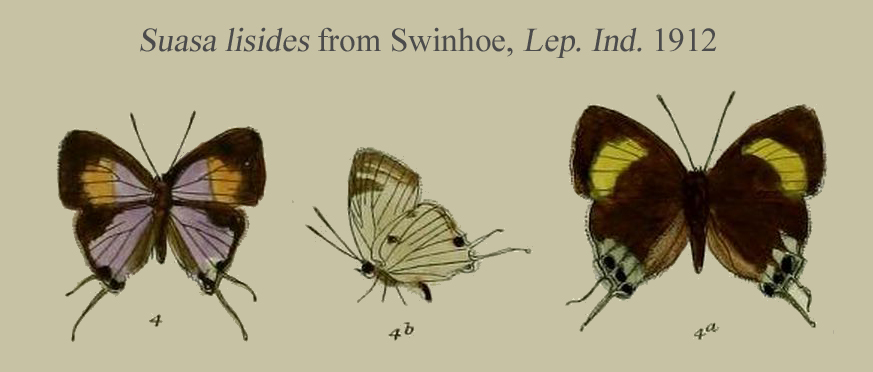
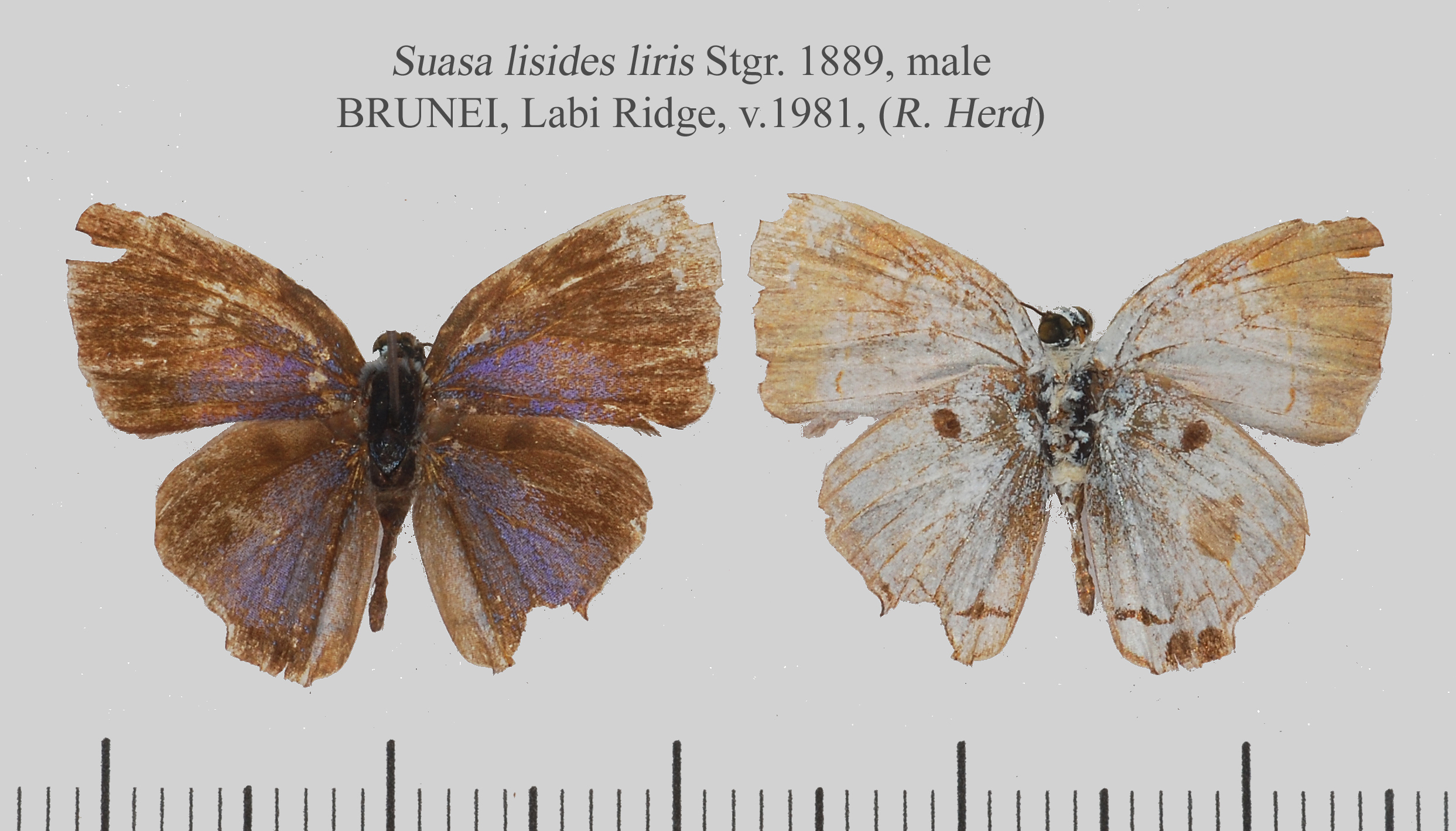